# ابررایانه

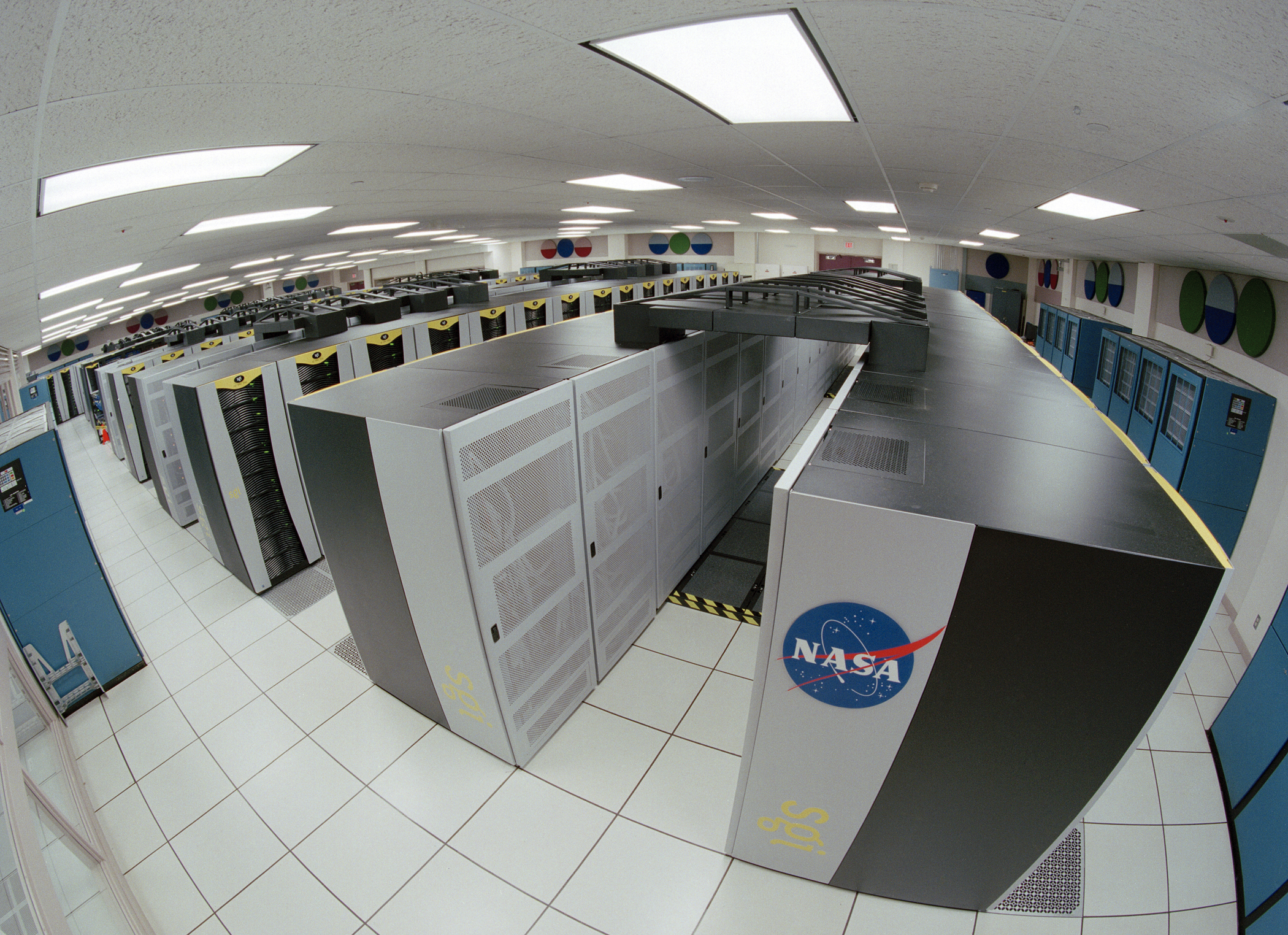
ابررایانه کلمبیا در مرکز محاسبات ابررایانه پیشرفته واقع در مرکز پژوهشی ایمز ناسا در کالیفرنیا.

قدرت قوی‌ترین ابررایانه در هر سال بر پایه فلاپس

اَبَررایانه (به انگلیسی: Supercomputer) به رایانه‌ای گفته می‌شود که در زمان معرفی آن در زمینه میزان ظرفیت محاسبه در واحد زمان در جهان پیشرو باشد. این واژه برای نخستین‌بار توسط مجله «نیویورک ورلد» برای اشاره به جدول‌سازهای آی‌بی‌ام در دانشگاه کلمبیا به‌کار رفت. اولین ابر رایانه در جهان در سال ۱۹۶۰ ساخته شد.
این ماشین‌های غول‌پیکر که ممکن است فضای یک اتاق کامل را اشغال کنند، قادر به انجام تریلیون‌ها محاسبه در ثانیه هستند و نقش حیاتی در پیشبرد مرزهای علم و فناوری ایفا می‌کنند
ساخت ابررایانه در ایران از سال ۱۳۸۹ شروع شد و تا به امروز دو ابر رایانه شیخ بهایی و سیمرغ ساخته شده‌است.

### تاریخ مختصر صنعتی

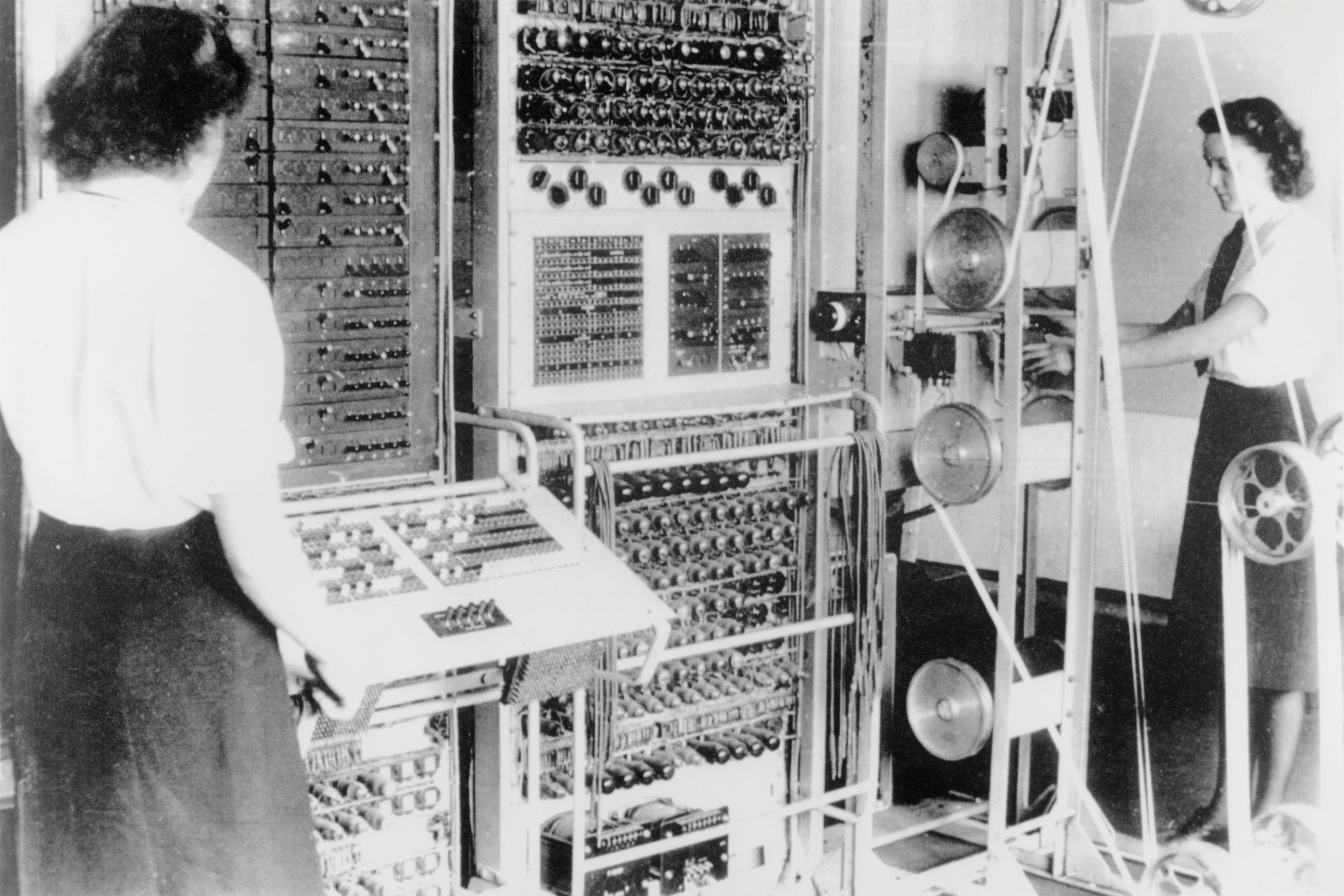
پروژه رایانه کولاسوس در ۱۹۴۴

## نظر کلی

### دوران طلاییسیمور کری
ابررایانه‌هایی را که در دههٔ ۱۹۶۰ ساخته و ارائه شدند سیمور کری از بنگاه کنترل اطلاعات (CDC) طراحی کرده بود و تا دههٔ ۱۹۹۰ هم بازار در دست این ابررایانه‌ها بود. زمانی که سیمور کری جدا شد و رفت تا شرکت خودش به نام تحقیقات سیمور را راه‌اندازی و اداره کند با طرح‌های جدیدش بازار ابررایانه‌ها را در دست گرفت و تا پنج سال (۱۹۸۵–۱۹۹۰) یکه‌تاز بازار ابر محاسبه بود. خود کری هرگز واژهٔ ابررایانه را استفاده نکرد و کمتر کسی به خاطر دارد که او تنها کلمهٔ رایانه را استفاده می‌کرد. در سال ۱۹۸۰ هم‌زمان با ظهور بازار رایانه‌های کوچک که یک دهه پیش به وجود آمده بودند شمار زیادی رقبای کوچک وارد بازار شدند. اما بسیاری از این‌ها در دههٔ ۱۹۹۰ با بروز مبارزات بازار ابررایانه حذف شدند.

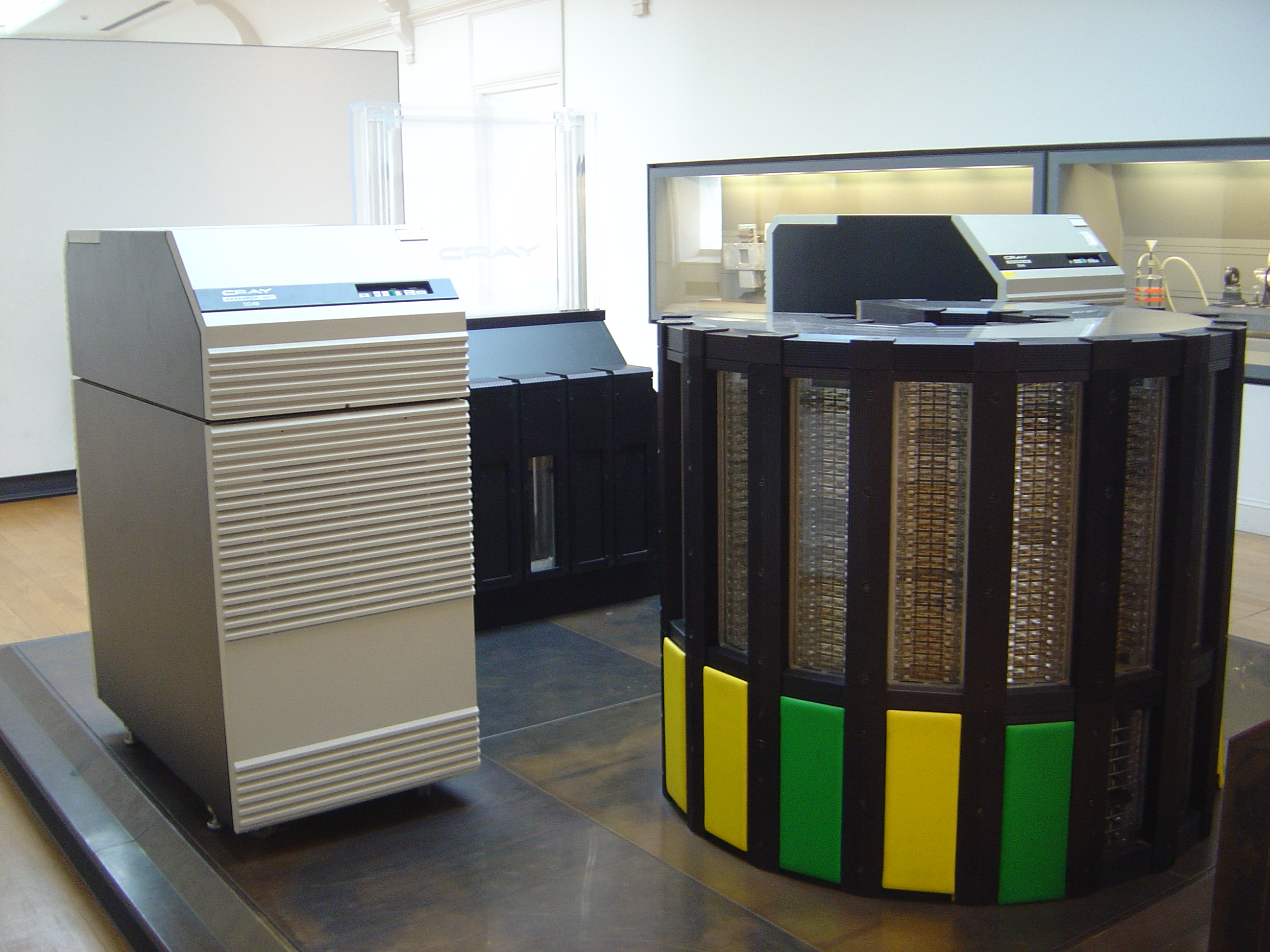
cray-2

### تحولات معماری
```
امروزه ابررایانه‌ها طراحی‌های سفارشی کم‌نظیری هستند که شرکت‌های صنعتی مثل آی‌بی‌ام و 
اچ‌پی
 تولید می‌کنند. همان شرکت‌هایی که بسیاری از شرکت‌های دههٔ ۱۹۹۰ را خریدند تا از تجربه‌شان استفاده کنند. البته بنگاه کری هنوز به صورت حرفه‌ای به ساخت ابررایانه ادامه می‌دهد. اصطلاح ابررایانه چندان پایدار و ثابت نیست. ممکن است ابررایانه امروز فردا تبدیل به یک رایانه معمولی شود. نخستین دستگاه‌های CDC پردازنده‌های نرده‌ای (اسکالر) خیلی سریع بودند؛ ده برابر سریع‌تر از سریع‌ترین ماشین‌های دیگر شرکت‌ها. در دههٔ ۱۹۷۰ اکثر ابررایانه‌ها به انجام محاسبات برداری پرداختند و بسیاری رقبا و تولیدکنندگان جدید پردازنده‌های خودشان را با قیمت پایین با همان روش کار به بازار ارائه کردند تا در بازار حاضر شوند. در ابتدا و میانهٔ دههٔ ۱۹۸۰ ماشین‌هایی با پردازنده‌های اندک برداری که به صورت موازی کار می‌کردند تبدیل به استاندارد شدند. هر ماشینی معمولاً چهارده تا شانزده پردازندهٔ برداری داشت. در اواخر دهٔ ۱۹۸۰ و ۱۹۹۰ دوباره توجه‌ها از پردازنده‌های برداری به سامانه‌های پردازندهٔ موازی معمول معطوف شد که هزاران 
ریزپردازنده
 معمولی داشتند و برخی از آن‌ها نمونه‌های آماده و برخی هم سفارش‌های مشتریان بودند (در اصطلاح کاری، این را حملهٔ میکروهای کشنده می‌نامند). امروزه طرح‌های موازی بر اساس ریزپردازنده‌های آمادهٔ نوع سرور ساخته می‌شوند از جمله Power PC, Itanium, x۸۶–۶۴ و مدرن‌ترین ابررایانه‌ها بسته (کلاستر)های رایانه‌ای با تنظیمات دقیق هستند که پردازنده‌های کم حجم و رابط‌های داخلی سفارشی و بسته به مورد دارند.
```

### ابزارهای نرم‌افزاری
ابزارهای نرم‌افزاری برای پردازش توزیع شده شامل APIهای استاندارد از جمله MPI, PVM و ابزارهای نرم‌افزاری متن باز ازجمله Beowulf, Warewulf, Open mosix هستند که ساختن یک ابررایانه را از شماری سرورها یا واحدهای کاری ممکن می‌کنند. فناوری‌هایی مثل ZerConf (Rendez-Vous/Bonjourقرار ملاقات/سلام) برای ساخت بسته‌های رایانه‌ای موردنیاز برای نرم‌افزارهای تخصصی مثل shake اپل هستند. در علوم رایانه هنوز یک زبان برنامه‌نویسی ساده برای ابررایانه‌ها نیست و موضوع خوبی برای تحقیق خواهد بود. برنامه‌های کاربردی هزاران دلار هزینه داشت اما امروزه به لطف جامعهٔ متن باز (که گاهی در این زمینه فناوری‌های جالب توجهی به وجود می‌آورد) رایگان هستند.

### استفاده‌های عمومی
ابررایانه‌ها با رم‌ها و کار آیی‌های بسیاری که دارند معمولاً برای عملیات حساس روی محاسبه از جمله مسائل فیزیک کوانتوم، هواشناسی، تحقیقات آب و هوا (از جمله تحقیق دربارهٔ گرم شدن کرهٔ زمین) مدل‌سازی مولکولی (مطالعهٔ ساختارها و محتویات ترکیبات شیمیایی، ماکرومولکول‌های بیولوژیکی، پلیمرها و بلورها) شبیه‌سازی‌های فیزیکی (مثل شبیه‌سازی هواپیماها در تونل‌های هوا، شبیه‌سازی انفجار سلاح‌های هسته‌ای و تحقیق دربارهٔ پیوست هسته‌ای) تحلیل مخفی و … استفاده می‌شوند. دانشگاه‌های بزرگ، مراکز نظامی و آزمایشگاه‌های تحقیقات علمی بزرگ‌ترین کاربران آن هستند.
نوع خاصی از مسائل به نام مسائل بسیار مشکل، مسائلی که حل کامل شان نیازمند منابع رایانه‌ای نیمه بی پایان هستند. یک مطلب قابل توجه در این مقال تفاوت بین محاسبهٔ، توانایی محاسبه و ظرفیت است چنان‌که گراهام و همکارانش بررسی کرده‌اند. محاسبهٔ توانایی یعنی استفاده از ماکزیمم توان محاسبه برای حل یک مسئلهٔ بزرگ در کم‌ترین زمان. این سامانه اغلب می‌تواند مسئلهٔ را با حجم و پیچیدگی که هیچ رایانه دیگری نمی‌تواند حل کند حل نماید. اما محاسبهٔ ظرفیت یعنی استفاده از توان محاسبهٔ مقرون به صرفه و کارآمد برای حل مسائل کم و بیش بزرگ یا شمار زیادی مسائل کوچک یا آمادگی برای اجرا روی سامانه توانایی استفاده می‌شود.

## طراحی سخت‌افزار و نرم‌افزار
ابررایانه‌هایی که پردازنده‌های سفارشی داشتند پیش‌تر سرعتی که روی رایانه‌های معمولی داشتند را از طراحی‌های ابتکاری شان به دست می‌آوردند که اجازه می‌داد مثل یک مهندسی به هم پیچیده چند کار را به صورت موازی انجام دهند. آن‌ها را تنها برای انواع مشخصی از محاسبات مثل محاسبات عددی استفاده می‌کردند و در محاسبات کلی تر رایانه‌ای ضعیف عمل می‌کردند. سلسله مراتب حافظهٔ آن‌ها به دقت طراحی می‌شد تا دائماً اطلاعات و دستورالعمل در دسترس پردازنده قرار گیرد. در اصل عمده‌ترین تفاوت بین ابررایانه‌هاو رایانه‌های کندتر در سلسله مراتب حافظه‌شان است. سامانه ورودی/خروجی آن‌ها برای پهنای باندهای بالا با تأخیر بسیار پایین طراحی شده‌است چرا که اساساً ابررایانه‌ها برای پردازش انتقالات طراحی نشده‌اند. در این‌جا هم مثل هر سامانه موازی قانون آمدال صدق می‌کند. طراحی‌های مختلف ابررایانه‌ها برای حذف تتابع (serialization) نرم‌افزارها تلاش بسیاری می‌کنند و برای رفع مشکلات و تنگناهای باقی‌مانده و تسریع آن‌ها از سخت‌افزار استفاده می‌کنند.

### فناوری‌ها و دشواری‌های ابررایانه‌ها

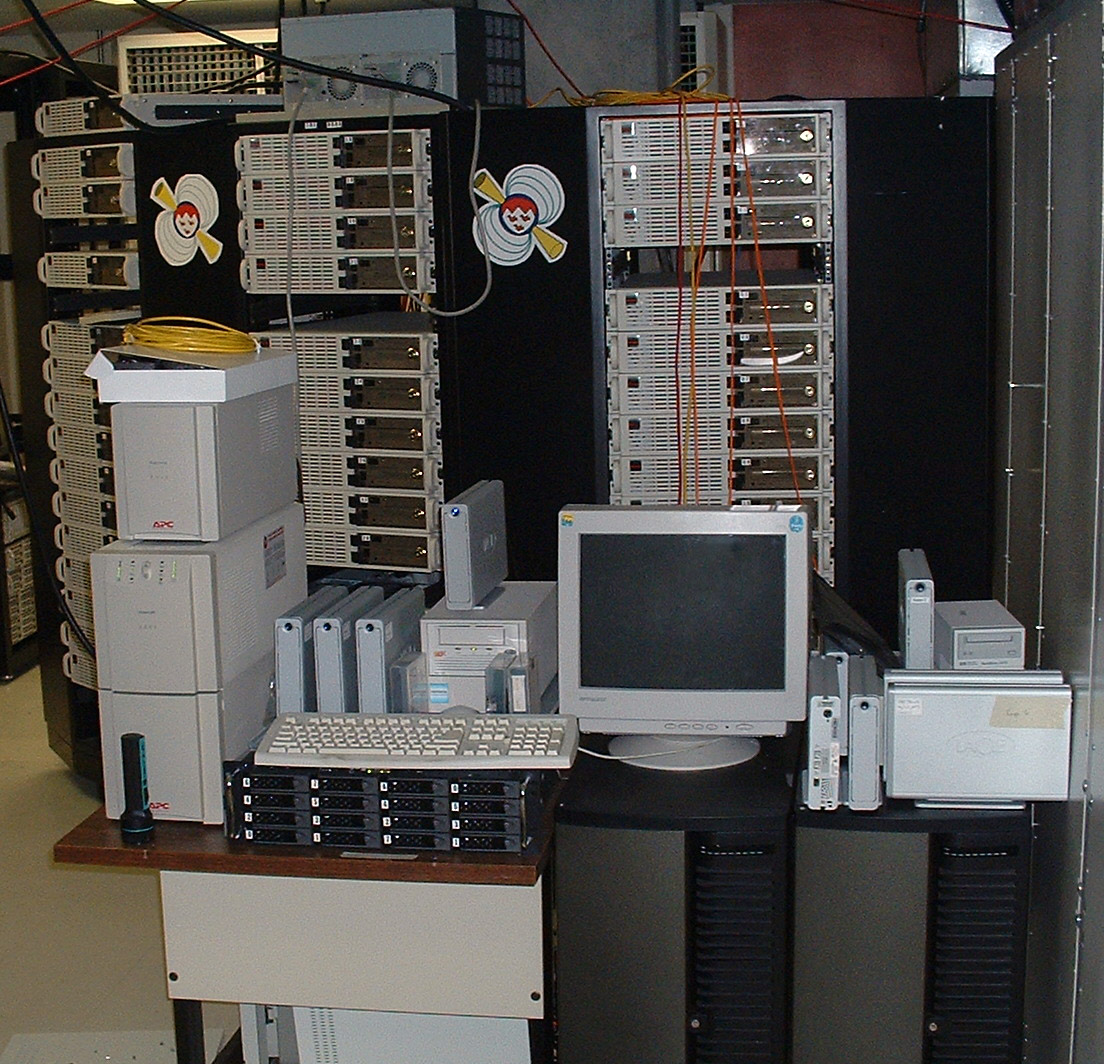
یک کلاستر بیوولف

- یک ابررایانه گرمای زیادی تولید می‌کند و باید خنک شود. خنک کردن بسیاری ابررایانه‌ها مسئلهٔ بسیار بزرگی برای HVAC است.
- اطلاعات نمی‌توانند با سرعتی بالاتر از سرعت نور بین دو بخش رایانه جابجا شوند. به همین دلیل یک ابررایانه چندمتری (با عرض چندمتر) باید تأخیر بین قطعاتش در حد چند ده نانوثانیه باشد. به خاطر همین مشکل طراحی‌های سیمور کری کوشیدند در حد امکان از طول کابل‌های کمتر استفاده کنند شکل استوانهٔ کری هم به همین ترتیب به وجود آمد. در ابررایانه‌هایی که شمار بسیار زیادی cpu دارند که موازی هم کار می‌کنند برای فرستادن پیام بین پردازنده‌ها توقف یک تا پنج میکرو ثانیه معمول است.
- برای فرستادن پیام بین پردازنده‌هاها حجم بسیار بالای اطلاعات را در مدت زمان کوتاه مصرف و تولید می‌کنند. کن بچر می‌گوید: برای فرستادن پیام بین پردازنده‌ها وسیله‌ای است که مسائل محدود به محاسبه را محدود به I/O می‌کند. برای حصول اطمینان از انتقال سریع و ذخیرهٔ و بازیابی صحیح اطلاعات باید روی پهنای باند ذخیرهٔ خارجی کار زیادی انجام بدهیم.

فناوری‌های تولید شده برای ابررایانه‌ها شامل این‌ها می‌شوند:
- پردازش برداری
- خنک‌کنندگی مایع
- دسترسی ناهمشکل به حافظه (NUMA)
- دیسک‌های راه راه (نخستین نمونه از آنچه سپس نامش RAID شد)
- فایل سامانه‌های موازی

### فنون پردازش
فنون پردازش برداری اوائل برای ابررایانه‌ها طراحی و ایجاد شده‌اند و برای کاربردهای سطح بالا و تخصصی استفاده می‌شوند. این فنون به وفور وارد بازار معماری DSP و راهکارهای پردازش SIMD رایانه‌های همه منظوره هم شده‌اند. به‌ویژه کنسول‌های جدید بازی‌های رایانه‌ای از SIMD خیلی استفاده می‌کنند و به این دلیل است که برخی تولیدکنندگان ادعا می‌کنند ماشین‌های بازی شان ابررایانه هستند. واقعیت این است که برخی کارت‌های گرافیک توان محاسبهٔ چندین ترافلاپ (teraFLOP) را دارند. نخستین پردازش‌های رایانه‌ای طبیعتی داشت که هدف خاصی را دنبال می‌کرد و کاربردهایی که می‌توان برای این قدرت داشت را محدود می‌کرد با پیش رفته تر شدن بازی‌های رایانه‌ای واحدهای پردازش گرافیکی (GPUها) متحول شده‌است به عنوان پردازنده‌های برداری همه منظوره مفیدتر شده‌اند و یک دیسیپلین کامل علوم رایانه‌ای به وجود آمد تا از این توانایی استفاده کند به نام محاسبه‌های همه منظوره بر واحدهای پردازش گرافیکی(GPGPU).

### سامانه‌عامل
سامانه‌عامل ابررایانه‌ها که اغلب امروزه انواعی از لینوکس و یونیکس هستند و اگر پیچیده‌تر از ماشین‌های کوچک‌تر نباشند همان قدر پیچیده هستند. ظاهری که کاربر می‌بیند ساده‌تر است چون سازندگان OSها منابع برنامه‌نویسی کمتری برای سرمایه‌گذاری بر بخش‌های غیرضروری OSها (یعنی بخش‌هایی که مستقیماً به بهترین کاربرد سخت‌افزار نمی‌شود) دارند. دلیل اصلی آن این است که این رایانه‌ها میلیون‌ها دلار قیمت دارند اما بازار خریدشان بسیار کوچک است لذا بودجه‌های R&D شان اغلب محدود است. وجود یونیکس و لینوکس اجازه می‌دهد ظاهر کاربری (user interface) نرم‌افزار دسکتاپ معمولی دوباره مورد استفاده قرار بگیرد.
جالب آنجا ست که در تاریخ صنعت ابررایانه‌ها این روند هم چنان ادامه پیدا کرده‌است و رهبران قدیمی این فناوری از جمله Silicon Graphics در برابر امثال nVIDIA عقب نشسته‌اند چرا که این‌ها می‌توانند محصولات ابتکاری ارزان و پرفایده و پرکاربرد را به لطف مشتریان بسیارشان که R&D آن‌ها را تأمین می‌کنند تولید نمایند.
از نظر تاریخی تا ابتدا و میانهٔ دههٔ ابررایانه‌ها اغلب سازگاری گروه دستورات و قابلیت جابجایی کدها را فدای عملکرد و سرعت پردازش و دسترسی به حافظهٔ رایانه می‌کردند. اغلب ابررایانه‌ها تا به امروز برخلاف رایانه‌های گران‌قیمت فنی high end main frames سامانه‌های عامل بسیار متفاوتی دارند. Cray-۱ به تنهایی شش OS ویژه خودش را داشت که جامعهٔ رایانه هیچ خبری از آن‌ها نداشت. مشابه آن کامپایلرهای برداری‌کننده و مواز ی‌کنندهٔ بسیاری هم برای فرترن موجود بود. اگر به خاطر سازگاری گروه دستورات اولیه بین Cray-۱ و Cray x-mp و پذیرش انواع OSهای یونیکس مثل CrayUnicos و لینوکس نبود این اتفاق برای ETA-۱۰ هم می‌افتاد. به همین دلیل در آینده سامانه‌هایی با بالاترین کاربرد احتمالاً رنگ و بویی از یونیکس خواهند داشت اما با خاصیت‌های ویژه سامانه ناسازگار به‌ویژه برای سامانه‌های بسیار فنی و گران‌قیمت با امکانات امن مطمئن.

### برنامه‌نویسی
معماری موازی ابررایانه‌ها ایجاب می‌کند فنون برنامه‌نویسی خاصی برای سرعت بالایشان استفاده شود. کامپایلرهای هدفمند فرترن معمولاً می‌توانند کدهای سریع تری از C یا C++ تولید کنند. به این دلیل فراترن همچنان بهترین انتخاب برای برنامه‌نویسی علمی و البته برای اکثر برنامه‌هایی که روی ابررایانه‌ها اجرا می‌شود باقی می‌ماند. برای بهره‌وری از موازی بودن ابررایانه‌ها، محیط‌های برنامه‌نویسی خاصی برای برنامه‌نویسی آن‌ها استفاده می‌شود از جمله برای بسته‌های رایانه‌ای پراکنده و دور از هم PVM و MPI و برای ماشین‌های حافظه اشتراکی بسیار نزدیک به هم OpenMP استفاده می‌شود.

## معماری ابررایانه مدرن
چنان‌که در فهرست نوامبر ۲۰۰۶ می‌بینیم ده رایانه برتر فهرست پانصد رایانه برتر (و البته بسیاری رایانه دیگر در این لیست) معماری سطح بالا اما مشابهی دارند. هر کدام مجموعه‌ای از مولتی پروسسورهای تماماً SIMD هستند. هر ابررایانه‌ای بسته به‌شمار مولتی پروسسورهای مجموعه، شمار پروسسورهای هر مولتی پروسسور و نیز شمار عملیاتی که می‌تواند به صورت هم‌زمان در هر پروسسور SIMD انجام بدهد از دیگر ابررایانه‌ها متفاوت می‌شود. در این سلسله چنین چیزهایی داریم:
- یک مجموعه رایانه‌ای که رایانه‌های آن از طریق شبکهٔ سرعت بالا یا شبکهٔ تعویض (switching fabric) اتصال بسیار مفصلی با هم دارند. هر رایانه هم تحت نمونهٔ مجزایی از OS کار می‌کند.
- رایانه مولتی پروسسور رایانه‌ای است که تحت OS مشخصی کار می‌کند و بیش از یک CPU دارد و در آن نرم‌افزار سطح عملکرد از شمار پروسسورها مستقل است. وظایفی مثل مولتی پروسسینگ متقارن (SMP) و دسترسی غیرهمشکل به حافظه (NUMA) را با هم انجام می‌دهند.
- یک پروسسور SIMD یک دستور را بر چندین دسته اطلاعات به صورت هم‌زمان اجرا می‌کند. پردازنده می‌تواند چندمنظوره یا برداری با کاربرد خاص باشد. سطح عملکرد هم می‌تواند بالا یا پایین باشد.

طبق بررسی ماه نوامبر سال ۲۰۰۶ قانون مور (Moore) و اقتصاد مقیاسی (economy of scale) فاکتور اصلی در طراحی ابررایانه‌ها هستند. یک PC دسکتاپ مدرن امروزه قوی تر از یک ابررایانه پانزده سال پیش است و این طراحی‌هایی که سابقاً اجازه می‌داد ابررایانه‌ها از ماشین‌های دسکتاپ بهتر عمل کنند در طراحی PCها استفاده می‌شوند. به علاوه هزینه‌های ایجاد تراشه‌ها (چیپchip) باعث می‌شود طراحی تراشه‌های سفارشی برای کاربرد محدود مقرون به صرفه نباشد بلکه تولید انبوه تراشه‌ها را تأیید می‌کند که مشتری داشته باشند و هزینهٔ تولید را پوشش بدهد. یک واحد کاری مدل هسته چهارگانه Xeon با عملکرد GHz۲٫۶۶ از یک ابررایانه C۹۰ کری چند میلیون دلاری که در دههٔ ۱۹۹۰ استفاده می‌شد بهتر است و حجم بسیار بالایی از کار که در دههٔ ۱۹۹۰ به چنین ابررایانه‌ای نیاز داشت امروزه با یک واحد کاری کمتر از ۴۰۰۰ دلاری انجام می‌شود.
مسایلی که ابررایانه‌ها آن‌ها را حل می‌کردند اکثراً باید موازی‌سازی می‌شدند (یعنی تقسیم کار بزرگ به چند کار کوچک‌تر برای انجام هم‌زمان) آن هم به قطعات بزرگ تا حجم اطلاعاتی که بین واحدهای پردازندهٔ مستقل انتقال پیدا می‌کرد کاهش پیدا کند. این است که می‌توان به جای بسیاری ابررایانه‌های سنتی از بسته‌های طراحی استاندارد بهره برد که با برنامه‌ریزی قابلیت عملکرد یگانه و همگرا را دارند.

## ابررایانه‌های هدفمند و دارای کاربرد ویژه

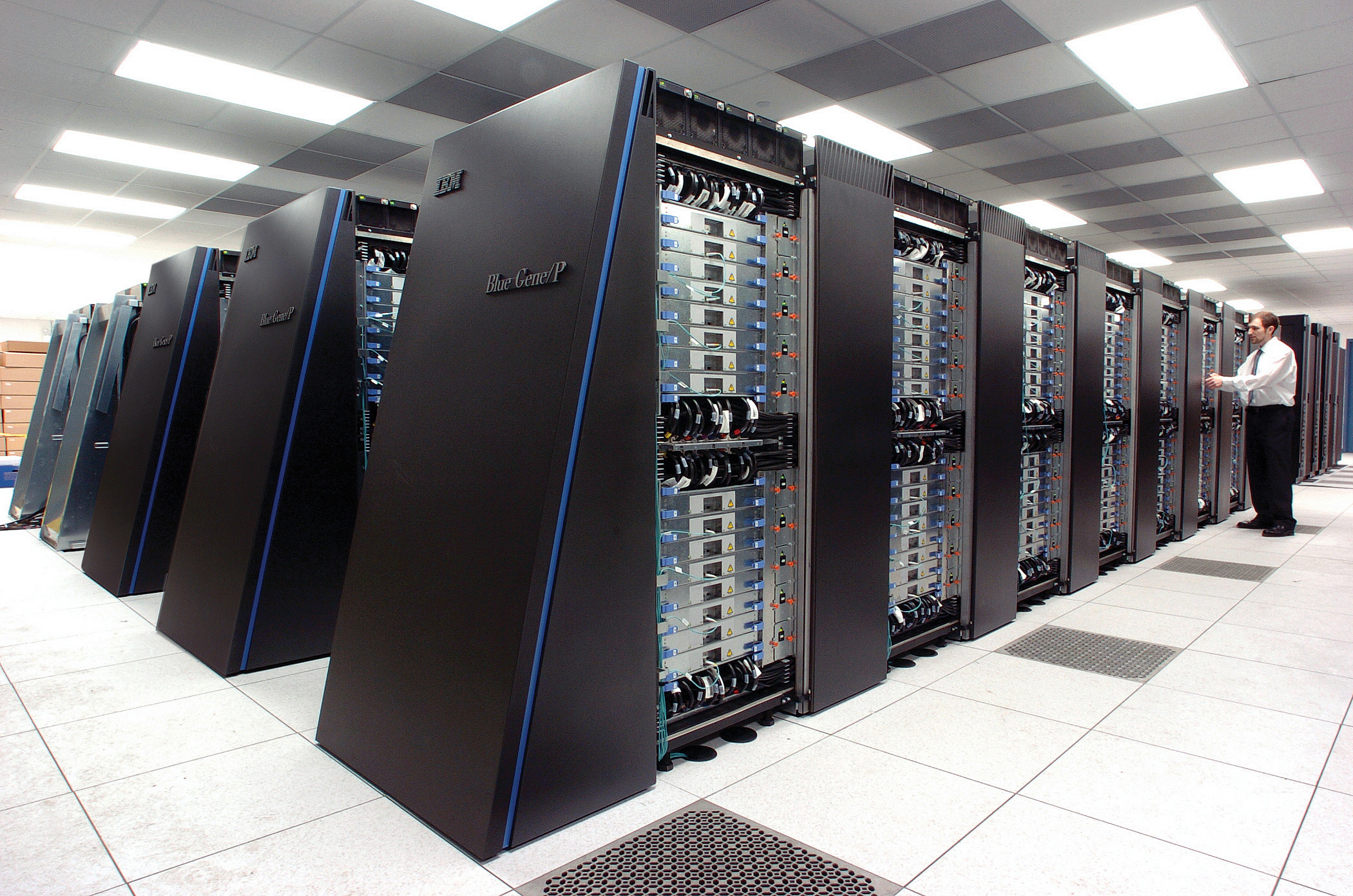
ابررایانه بلو جین، محصول آی بی ام در آزمایشگاه ملی آرگون

ابررایانه هدفمند ابزارهای محاسباتی با عملکرد بسیار سطح بالا و معماری سخت‌افزاری مناسب حل یک مسئلهٔ خاص هستند. می‌توان در آن‌ها از تراشه‌های FPGA برنامه‌ریزی شده یا چیپ‌های VLSI سفارشی استفاده نمود که عمومیت شان را از دست می‌دهند اما در عوض نسبت قیمت به کاربرد بالاتری ارائه می‌دهند. از آن‌ها برای محاسبات نجومی و کد شکنی‌های بسیار قوی استفاده می‌شود. پیش آمده‌است که یک ابررایانه هدفمند جدید از برخی نظرها از سریع‌ترین ابررایانه وقت سریع تر عمل کند مثلاً GRAPE-۶ که در سال ۲۰۰۲ در برخی مسائل سریع تر از شبیه‌ساز زمین عمل کرد.
مثال‌هایی از ابررایانه هدفمند
- DEEP BLUE برای بازی شطرنج
- ماشین‌ها یا ابزار و قطعات ماشین‌های محاسبهٔ قابل پیکربندی مجدد
- GRAPE برای فیزیک نجوم و دینامیک مولکول
- DEEP CRACK برای رمزشکنی DES

### محاسبهٔ سرعت ابررایانه
سرعت ابررایانه بر اساس FLOPS محاسبه می‌شود که مخفف عملیات دقیق شناور در هر لحظه می‌باشد و معمولاً هم یک پسوند SI مثل ترا یا پتا با آن است. در حالت ترا بودن آن را TFLOPS ترافلاپ ده به توان دوازده FLOP و در حالت پتا بودن PFLOPS پتافلاپ ده به توان پانزده می‌گویند. این محاسبهٔ بر اساس مقیاسی که مارتیس بزرگ را تجزیه ی(LU decomposition می‌کند صورت می‌گیرد. این نمونه مسائل حقیقی را بررسی می‌کند اما خیلی راحت‌تر از محاسبهٔ مسائل جهان واقعی است.

### فهرست پانصد عنوان برتر
از سال ۱۹۹۳ نتایج LINPAK پانصد ابررایانه سریع جهان را همواره رتبه‌بندی نموده‌است. البته ادعا نمی‌شود این فهرست کاملاً بی ایراد است اما بهترین از سرعت رایانه را در هر زمان دارد.

### سریع‌ترین ابررایانه کنونی
Sunway TaihuLight :
- عملکرد LINPACK: 93 پتافلاپ (93 هزار میلیارد محاسبه در ثانیه)
- عملکرد  (Peak): 125 پتافلاپ
- این ابررایانه در زمان راه‌اندازی (۲۰۱۶) تقریباً سه برابر سریع‌تر از Tianhe-2 (رقیب چینی قبلی) بود.
- از 40,960 پردازنده SW26010 ساخت چین استفاده می‌کند
- هرپردازنده دارای 260 هسته (256 هسته محاسباتی + 4 هسته مدیریتی) و مبتنی بر معماری RISC است.
- درمجموع 10,649,600 هسته پردازشی دارد.
- از حافظه اسکرچ‌پد (64 کیلوبایت برای داده‌ها و 16 کیلوبایت برای دستورات) به جای سلسله‌مراتب کش سنتی استفاده می‌کند.

مصرف انرژی و ذخیره سازی:
- مصرف برق: 15 مگاوات
- ظرفیت رم: 1.32 پتابایت
- ذخیره‌سازی: 20 پتابایت

### ابر شبه محاسبه (کازی سوپر کامپیوتینگ quasi super computing)
برخی انواع محاسبات توزیع شدهٔ مقیاس وسیع برای مسائل بسیار موازی‌سازی شده را می‌توان اوج ابر محاسبهٔ دسته‌بندی شده نامید؛ مثلاً پلتفرم BOINC (که میزبان شماری پروژهٔ محاسبهٔ توزیع شده هستند) در بیست و هفتم مارس سال ۲۰۰۷ از طریق ۱۷۹۷۰۰۰ رایانه اضافه روی شبکه بالای ۵۳۰٫۷ ترافلاپ سرعت عملکرد به ثبت رساند. سریع‌ترین پروژه بود SETI@home که با ۱۳۹۰۰۰۰ رایانه اضافه ۲۷۶٫۳ ترافلاپ کار می‌کرد.
یک پروژهٔ توزیع شدهٔ دیگر Folding@home بود که در اواخر سپتامبر ۲۰۰۷ قدرت عملکرد برابر ۱٫۳ پتافلاپ گزارش داد. مشتریانی که از پلی استیشن استفاده می‌کنند از توان محاسبهٔ بالا ۱ پتافلاپ استفاده می‌کنند.
تحقیق Mersenne Prime توزیع شدهٔ GIMP تا اکتبر ۲۰۰۷ قدرت برابر ۲۳ ترافلاپ به ثبت رسانده‌اند.
سامانه موتور جستجوی گوگل با ۱۲۶ تا ۳۱۶ ترافلاپ احتمالاً سریع‌ترین باشد.

## ابر رایانه ایران

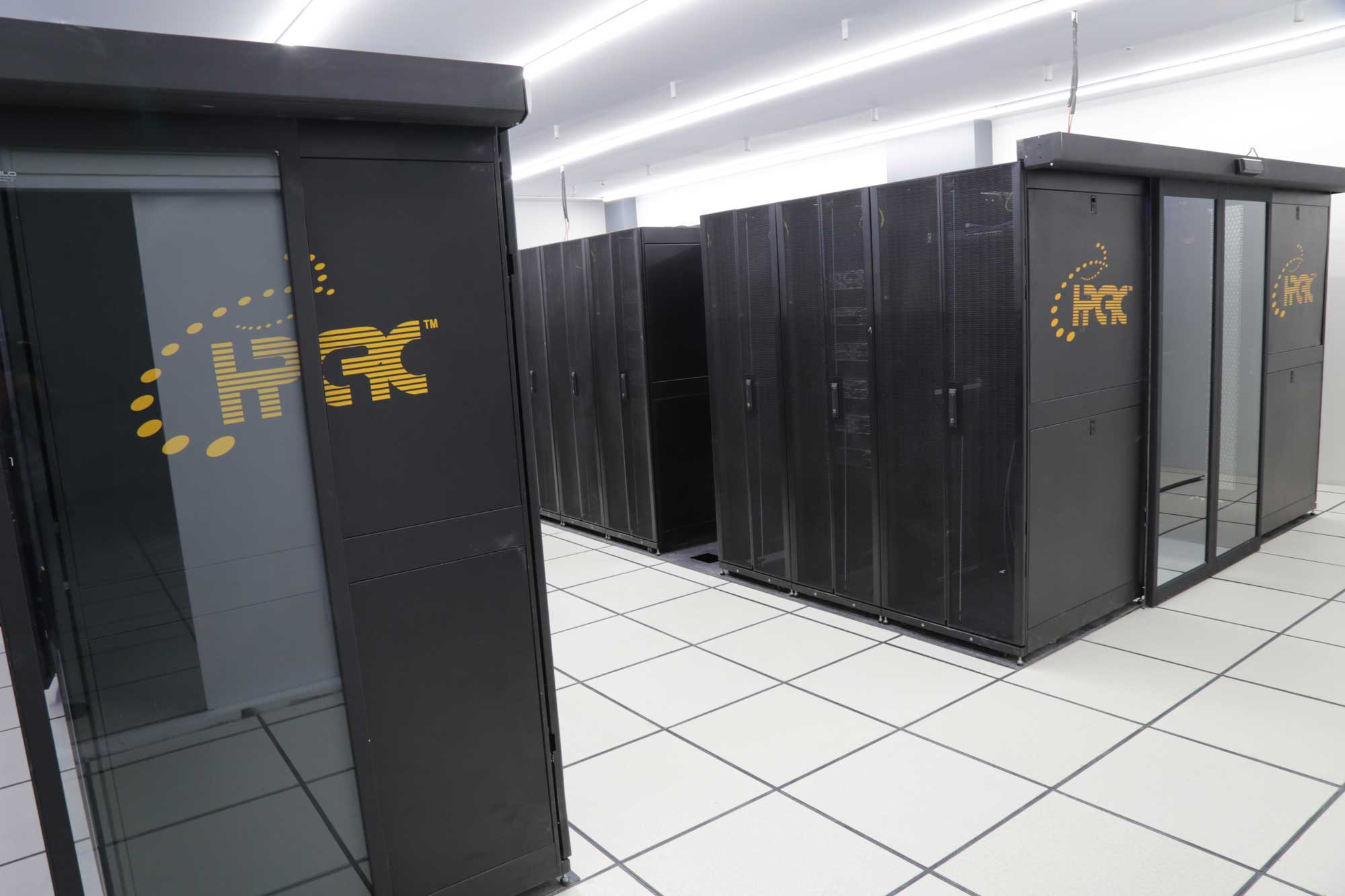
ابررایانه ملی سیمرغ

- ابررایانه ملی شیخ بهایی اولین ابر رایانه ایران در سال ۱۳۸۹ رونمایی شد.
- ابررایانه سیمرغ نام ابر رایانه بعدی ایران است که در سال ۱۴۰۰ رونمایی گردید که اول با توان ۱ پتافلاپس شروع و می‌تواند در فاز بعدی تا ۱۰ پتافلاپس گسترش پیدا کند. در این ابررایانه مشکلات ابر رایانه قبلی رفع شد و حدود ۱۲ برابر سریع تر از ابررایانه شیخ بهایی عمل می‌کند.[۴]
- ابر رایانه مریم، ابر رایانه بعدی ایران که مراحل ساخت آن شروع شده با نام مریم به یاد مریم میرزاخانی است. قدرت این ابر رایانه قرار است ۱۰۰ پتافلاپس باشد.[۵]
- رایانش سریع هزاره ایرانیان
- مرکز پردازش سریع پژوهشکده علوم کامپیوتر پژوهشگاه دانش‌های بنیادی
- پردازش موازی هوشمند آرنا سورین
- پردازش موازی راهکار آینده زمین
- پردازش سریع دانشگاه صنعتی شریف
- ابر تورین- پژوهشگاه دانش‌های بنیادی
- مرکز محاسبات شبیه سازان امیرکبیر

## تحقیق و توسعه
در نهم سپتامبر سال ۲۰۰۶ دفتر مدیریت امنیت هسته‌ای ملی انرژی آمریکا (NNSA)، آی بی ام(IBM) را برای طراحی و ساخت نخستین ابررایانه جهان انتخاب کرد. سامانه‌ای که برای تولید ماشینی پردازندهٔ موتور پنهای باند سلولی (cell BE) ماشینی با توان پایستهٔ یک پتافلاپ یا یک هزار تریلیون محاسبه در ثانیه بسازد. پروژهٔ دیگری که IBM به آن مشغول است ساخت Cyclops۶۴ است که قرار است روی یک تراشه یک ابررایانه نصب کند.
دکتر کارمارکار در هند پروژه‌ای را برای ساخت ابررایانه یک پتافلاپی رهبری می‌کند. CDAC هم در حال ساخت رهبری می‌کندی است که تا سال ۲۰۱۰ بتواند به یک پتافلاپ برسد. NSF هم پروژه‌ای بیست میلیون دلاری برای ساخت یک ابررایانه یک پتافلاپی در دست دارد.
NCSA هم در دانشگاه ایلینوی اوربانا شامپاین مشغول چنین پروژه‌ای است و برآورد می‌شود تا سال ۲۰۱۱ آن را تکمیل کند.

## جدول زمانی ابررایانه‌ها
این‌جا جدولی از سریع‌ترین ابررایانه‌های رکورددار همه منظورهٔ موجود در جهان با سال کسب رکوردشان را می‌بینید. منبع عناوینی که سال ثبتشان پیش از سال ۱۹۹۳ است مختلف است اما برای عناوین پس از سال ۱۹۹۳ از فهرست پانصد رایانه برتر جهان استفاده کرده‌ایم.
قدتمندترین سوپر کامپیوتر جهان در سال ۲۰۲۱ معرفی شده‌است و فوگاکو (Fugaku) نام دارد. این سوپر کامپیوتر از توان پردازشی ۴۴۲ ترافلاپس بهره می‌برد و نسبت به سوپر کامپیوتر Summit متعلق به IBM که در جایگاه دوم لیست برترین ابرکامپیوترهای جهان قرار دارد و از توان پردازشی ۱۴۸٫۸ ترافلاپس بهره می‌برد، سه برابر قدرتمندتر است.
| Year | Supercomputer                            | Peak speed    | Location |
| ---- | ---------------------------------------- | ------------- | --- |
| ۱۹۴۲ | Atanasoff–Berry Computer (ABC)           | ۳۰ OPS        | دانشگاه ایالتی آیووا، Ames, Iowa، USA                                                                                |
| ۱۹۴۲ | TRE Heath Robinson                       | ۲۰۰ OPS       | Bletchley Park |
| ۱۹۴۴ | Flowers Colossus                         | ۵ kOPS        | Post Office Research Station, Dollis Hill, UK                                                                        |
| ۱۹۴۶ | UPenn انیاک (before 1948+ modifications) | ۱۰۰ kOPS      | آبردین پروو گراوند، مریلند، مریلند، USA                                                                              |
| ۱۹۵۴ | IBM NORC                                 | ۶۷ kOPS       | U.S. Naval Proving Ground, Dahlgren، ویرجینیا، USA                                                                   |
| ۱۹۵۶ | MIT TX-۰                                 | ۸۳ kOPS       | Massachusetts Inst. of Technology, Lexington، ماساچوست، USA                                                          |
| ۱۹۵۸ | IBM AN/FSQ-۷                             | ۴۰۰ kOPS      | ۲۵ U.S. Air Force sites across the continental USA and 1 site in کانادا (۵۲ computers)                               |
| ۱۹۶۰ | UNIVAC LARC                              | ۲۵۰ kFLOPS    | آزمایشگاه ملی لارنس لیورمور، کالیفرنیا، USA                                                                          |
| ۱۹۶۱ | IBM 7030 "Stretch"                       | ۱٫۲ MFLOPS    | آزمایشگاه ملی لاس آلاموس، نیومکزیکو، USA                                                                             |
| ۱۹۶۴ | CDC ۶۶۰۰                                 | ۳ MFLOPS      | آزمایشگاه ملی لارنس لیورمور، کالیفرنیا، USA                                                                          |
| ۱۹۶۹ | CDC ۷۶۰۰                                 | ۳۶ MFLOPS     | آزمایشگاه ملی لارنس لیورمور، کالیفرنیا، USA                                                                          |
| ۱۹۷۴ | CDC STAR-۱۰۰                             | ۱۰۰ MFLOPS    | آزمایشگاه ملی لارنس لیورمور، کالیفرنیا، USA                                                                          |
| ۱۹۷۵ | Burroughs ILLIAC IV                      | ۱۵۰ MFLOPS    | مرکز پژوهشی ایمز ناسا، کالیفرنیا، USA                                                                                |
| ۱۹۷۶ | Cray-۱                                   | ۲۵۰ MFLOPS    | آزمایشگاه ملی لاس آلاموس، نیومکزیکو، USA (80+ sold worldwide)                                                        |
| ۱۹۸۱ | CDC Cyber ۲۰۵                            | ۴۰۰ MFLOPS    | (numerous sites worldwide)                                                                                           |
| ۱۹۸۳ | Cray X-MP/۴                              | ۹۴۱ MFLOPS    | آزمایشگاه ملی لاس آلاموس; آزمایشگاه ملی لارنس لیورمور; Battelle; بوئینگ                                              |
| ۱۹۸۴ | M-۱۳                                     | ۲٫۴ GFLOPS    | Scientific Research Institute of Computer Complexes، مسکو، USSR                                                      |
| ۱۹۸۵ | Cray-۲/۸                                 | ۳٫۹ GFLOPS    | آزمایشگاه ملی لارنس لیورمور، کالیفرنیا، USA                                                                          |
| ۱۹۸۹ | ETA۱۰-G/۸                                | ۱۰٫۳ GFLOPS   | دانشگاه ایالتی فلوریدا، فلوریدا، USA                                                                                 |
| ۱۹۹۰ | NEC SX-۳/۴۴R                             | ۲۳٫۲ GFLOPS   | NEC Fuchu Plant, Fuchu، ژاپن                                                                                         |
| ۱۹۹۳ | Thinking Machines CM-۵/۱۰۲۴              | ۶۵٫۵ GFLOPS   | آزمایشگاه ملی لاس آلاموس; آژانس امنیت ملی ایالات متحده آمریکا                                                        |
| ۱۹۹۳ | فوجیتسو Numerical Wind Tunnel            | ۱۲۴٫۵۰ GFLOPS | National Aerospace Laboratory، توکیو، ژاپن                                                                           |
| ۱۹۹۳ | اینتل Paragon XP/S ۱۴۰                   | ۱۴۳٫۴۰ GFLOPS | آزمایشگاه ملی سندیا، نیومکزیکو، USA                                                                                  |
| ۱۹۹۴ | فوجیتسو Numerical Wind Tunnel            | ۱۷۰٫۴۰ GFLOPS | National Aerospace Laboratory، توکیو، ژاپن                                                                           |
| ۱۹۹۶ | Hitachi SR۲۲۰۱/۱۰۲۴                      | ۲۲۰٫۴ GFLOPS  | دانشگاه توکیو، ژاپن                                                                                                  |
| ۱۹۹۶ | Hitachi/تسوکوبا، ایباراکی CP-PACS/۲۰۴۸   | ۳۶۸٫۲ GFLOPS  | Center for Computational Physics، دانشگاه تسوکوبا، تسوکوبا، ایباراکی، ژاپن                                           |
| ۱۹۹۷ | اینتل ASCI Red/۹۱۵۲                      | ۱٫۳۳۸ TFLOPS  | آزمایشگاه ملی سندیا، نیومکزیکو، USA                                                                                  |
| ۱۹۹۹ | اینتل ASCI Red/۹۶۳۲                      | ۲٫۳۷۹۶ TFLOPS | آزمایشگاه ملی سندیا، نیومکزیکو، USA                                                                                  |
| ۲۰۰۰ | IBM ASCI White                           | ۷٫۲۲۶ TFLOPS  | آزمایشگاه ملی لارنس لیورمور، کالیفرنیا، USA                                                                          |
| ۲۰۰۲ | NEC Earth Simulator                      | ۳۵٫۸۶ TFLOPS  | Earth Simulator Center، یوکوهاما-shi، ژاپن                                                                           |
| ۲۰۰۴ | IBM Blue Gene/L                          | ۷۰٫۷۲ TFLOPS  | U.S. Department of Energy/IBM، USA                                                                                   |
| ۲۰۰۵ | IBM Blue Gene/L                          | ۱۳۶٫۸ TFLOPS  | U.S. Department of Energy/U.S. National Nuclear Security Administration، آزمایشگاه ملی لارنس لیورمور، کالیفرنیا، USA |
| ۲۰۰۵ | IBM Blue Gene/L                          | ۲۸۰٫۶ TFLOPS  | U.S. Department of Energy/U.S. National Nuclear Security Administration، آزمایشگاه ملی لارنس لیورمور، کالیفرنیا، USA |
| ۲۰۰۷ | IBM Blue Gene/L                          | ۴۷۸٫۲ TFLOPS  | U.S. Department of Energy/U.S. National Nuclear Security Administration، آزمایشگاه ملی لارنس لیورمور، کالیفرنیا، USA |